# Gonomyia (Leiponeura) monura
Gonomyia (Leiponeura) monura is een tweevleugelige uit de familie steltmuggen (Limoniidae). De soort komt voor in het Australaziatisch gebied.